# 2003年の台風
2003年の台風（2003ねんのたいふう、太平洋北西部で発生した熱帯低気圧）のデータ。年間を通しての台風の発生数は21個と、平年の27個に比べてかなり少なく、1951年の統計開始以降では4番目に少ない記録である。

## 台風の発生数
| 発生数が多い年 | 発生数が多い年                     | 発生数が多い年 | 発生数が少ない年 | 発生数が少ない年                                 | 発生数が少ない年 |
| 順位           | 年                                 | 発生数         | 順位             | 年                                               | 発生数           |
| -------------- | ---------------------------------- | -------------- | ---------------- | ------------------------------------------------ | ---------------- |
| 1              | 1967年                             | 39             | 1                | 2010年                                           | 14               |
| 2              | 1994年 1971年                      | 36             | 2                | 1998年                                           | 16               |
| 4              | 1966年                             | 35             | 3                | 2023年                                           | 17               |
| 5              | 1964年                             | 34             | 4                | 1969年                                           | 19               |
| 6              | 1989年 1974年 1965年               | 32             | 5                | 2011年 2003年 1977年 1975年 1973年 1954年 1951年 | 21               |
| 9              | 2013年 1992年 1988年 1972年 1958年 | 31             |                  |                                                  |                  |

## 月別の台風発生数
| 1月 | 2月 | 3月 | 4月 | 5月 | 6月 | 7月 | 8月 | 9月 | 10月 | 11月 | 12月 | 年間 |
| --- | --- | --- | --- | --- | --- | --- | --- | --- | ---- | ---- | ---- | ---- |
| 1   |     |     | 1   | 2   | 2   | 2   | 5   | 3   | 3    | 2    |      | 21   |

## 「台風」に分類されている熱帯低気圧

### 台風1号（ヤンヤン）
200301・01W
1月18日にグアム島付近で発生し、アジア名「ヤンヤン（Yanyan）」と命名された。命名国は香港で、少女の名前に由来する。台風はそのまま太平洋上を東北東に進んだ。
この台風のアジア名「ヤンヤン」は、この台風限りで使用中止となり、次順からは「ドルフィン (Dolphin) 」というアジア名が使用されることになったが、「ヤンヤン」が引退した理由は台風の被害が大きかったからではなく、地域の代表性がないためである。

### 台風2号（クジラ）
200302・02W・アマン

4月11日にマーシャル諸島近海で発生した台風2号は、発達しながら西進を続け、4月16日には中心気圧930ヘクトパスカル、最大風速45m/sの非常に強い勢力にまで発達した。フィリピンの東海上で進路を北寄りに変え、22日からはバシー海峡付近で数日間停滞したことで勢力は急速に衰えた。その後、ゆっくりと北上して4月24日頃に沖縄県先島諸島に接近。石垣島では最大瞬間風速39.2m/sという、4月としては歴代1位となる風速を記録した。2号はその後、24日夜には九州方面に進路を変えて東シナ海を北東進したが、4月25日12時に台風は衰えて熱帯低気圧となり、その日の夕方頃に九州を通過して西日本へ進んだ。この台風のように4月に台風が九州や南西諸島に接近することは極めて珍しいことであった。

### 台風3号（チャンホン）
200303・04W

### 台風4号（リンファ）
200304・05W・チェデン

5月26日に南シナ海で発生後、27日にルソン島に上陸。その後太平洋に抜け、一時は勢力が衰えたものの再び発達し、5月29日には980hPaにまで発達した。台風は沖縄の南海上を、発達しながら北東に進んでいたが、30日頃から進路を北寄りに変え、朝には大東島に接近、夜には九州に接近して日向灘から豊後水道を北上し、31日6時30分頃に愛媛県宇和島市付近に上陸した。上陸から2時間30分後の9時に愛媛県西条市付近で温帯低気圧に変わった。

### 台風5号（ナンカー）
200305・06W・ドドン

### 台風6号（ソウデロア）
200306・07W・エゲイ
6月12日9時にパラオ島の北東海上で熱帯低気圧が発生し、西北西に進みながら発達して、13日15時にフィリピンの東海上で台風となり、アジア名「ソウデロア（Soudelor）」と命名された。また、フィリピン大気地球物理天文局（PAGASA）はこの台風について、フィリピン名「エゲイ（Egay）」と命名。台風は西に進路を変えた後、勢力を維持してルソン島の東海上を北北西に進んだ。その後発達して強い勢力となり、8日5時半頃に西表島を通過して東シナ海を北北東に進んだ。そして18日15時に最も発達した後は、徐々に勢力を弱めて19日13時頃に対馬を通過。その後は日本海を北東に進み，20日0時に隠岐諸島の北北東で温帯低気圧に変わった。温帯低気圧は同日に北日本を通過して、24日15時に日本のはるか東の海上で消滅した。

### 台風7号（インブードー）
200307・09W・ハルロット
7月17日にカロリン諸島付近で発生し、アジア名「インブードー（Imbudo）」と命名された。命名国はフィリピンで、「漏斗」を意味する。また、フィリピン大気地球物理天文局はこの台風について、フィリピン名「ハルロット（Harurot）」と命名した。台風は北西に進んでルソン島を通過した後、華南に再上陸。フィリピンと中国に大きな被害をもたらし、合計で85人の死者を出した。
この台風のアジア名「インブードー」は、この台風限りで使用中止となり、次順からは「モラヴェ（Molave）」というアジア名が使用されることになった。

### 台風8号（コーニー）
200308・08W・ギラス

### 台風9号（モーラコット）
200309・10W・フアニン

### 台風10号（アータウ）
200310・11W・カバヤン
8月3日にフィリピンの東海上で発生した台風第10号は次第に発達しながら北西へ進んだ。7日午前中には沖縄本島を通過し、同日午後には、沖永良部島近海で中心気圧945 hPa、最大風速45m/s の大型で非常に強い台風となり最盛期を迎えた。その後台風は北東へ転向、8日朝には九州の南海上を通過して同日21時半ごろ高知県室戸市付近に上陸した。周囲の海水温が高かったため、上陸時でも勢力は中心気圧950 hPa、最大風速40m/sと強力なままであった。

### 台風11号（ヴァムコー）
200311・12W・マナン

### 台風12号（クロヴァン）
200312・12W・ニーニャ

### 台風13号（ドゥージェン）
200313・14W・オニョク

### 台風14号（マエミー）
200314・15W・ポギー
9月6日15時にマリアナ諸島付近で発生し、北西方向へ進んだ。当初は発達が鈍かったが、9日頃から急発達し、10日21時には、宮古島の南東海上で中心付近の最大風速55m/s、中心気圧910hPaで最盛期を迎えた。台風は時速10kmの速さで北西に進み、11日5時前に宮古島を通過、その後東シナ海に進み、韓国の済州島に接近した後朝鮮半島に上陸。慶尚南道・慶尚北道を縦断。日本海に抜けた後、13日には北海道に接近し、14日の朝に温帯低気圧に変わった。

### 台風15号（チョーイワン）
200315・16W・ロスカス

9月18日に6時に沖縄の南方海上で発生し、アジア名「チョーイワン（Choi-wan）」と命名された。台風は南西諸島海域を北上しながら、次第に強い勢力へと発達した。20日以降はやや東寄りに進路を変えて九州の南海上を進み、さらに21日からは北寄りに進路を変えて四国の南海上から関東の南海上を北東進した。

### 台風16号（コップ）
200316・17W・シカット

### 台風17号（ケッツァーナ）
200317・20W・ティソイ

### 台風18号（パーマァ）
200318・21W
10月21日にマリアナ諸島近海で発生したが、その西に台風17号が控えており、相互作用が発生した。18号は北東へ進み、衰弱して温帯低気圧化するのではと予想されたが、突然南下をはじめ、偏東風に乗って西進し再発達。一時は中心気圧975hPa、最大風速30m/s（60kt）にまで衰えた勢力は、中心気圧935hPa、最大風速45m/s（90kt）にまで盛り返した。再び同じルートを北東へ進み、その後温帯低気圧に変わった。この台風は結果として、約1週間かけて太平洋高気圧の縁を一周し、まるで円（ループ）を描くような進路を取ったことになる。この進路は極めて珍しい進路であり、前例もなかった。このような台風は過去数十年間一度も発生しておらず、太平洋上で1周した台風として、日本に全く被害を与えなかったにもかかわらず、有名な台風となった。なお、2009年9月29日に発生した台風17号（パーマァ）もフィリピンのルソン島に上陸、離陸を繰り返した上、歴代長寿台風第4位になり、2代続けて複雑な動きをする台風となった。

### 台風19号（メーロー）
200319・24W・ヴィルイング

### 台風20号（ニパルタック）
200320・25W・ウェン

### 台風21号（ルピート）
200321・26W・ヨイヨイ

11月21日に発生し、アジア名「ルピート（Lupit）」と命名された。フィリピン大気地球物理天文局（PAGASA）はこの台風について、フィリピン名「ヨイヨイ（Yoyoy）」と命名している。台風は11月29日から12月1日にかけて日本に接近し、本州付近の低気圧と前線の活動が活発化して、四国地方の一部で豪雨となったほか、伊豆諸島の八丈島で最大瞬間風速36.8m/sが観測されている。